# Мотрулень
Мотрулень, Мотрулені (рум. Motruleni) — село у повіті Мехедінць в Румунії. Адміністративно підпорядковане місту Стрехая.
Село розташоване на відстані 231 км на захід від Бухареста, 41 км на схід від Дробета-Турну-Северина, 62 км на північний захід від Крайови.

## Населення
За даними перепису населення 2002 року у селі проживали 214 осіб, усі — румуни. Усі жителі села рідною мовою назвали румунську.